# Moebelia rectangula
Moebelia rectangula là một loài nhện trong họ Linyphiidae.
Loài này thuộc chi Moebelia. Moebelia rectangula được miêu tả năm 2007 bởi Da-xiang Song & Li.